# Orson Knapp Miller

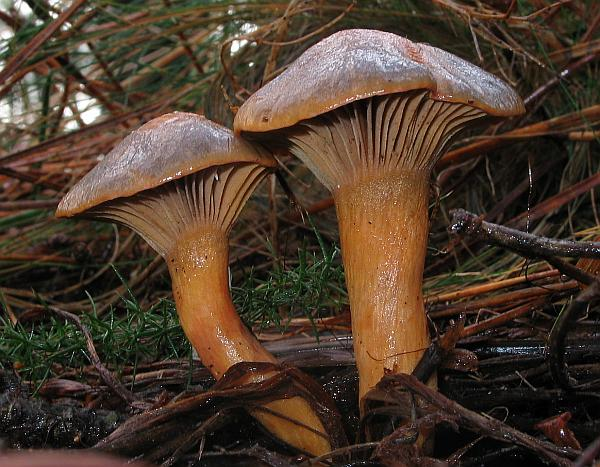
Rabarbersvamp, Chroogomphus rutilus, tillhör det av Miller beskrivna släktet Chroogomphus.

Orson Knapp Miller Jr., född den 19 december 1930 i Cambridge, Massachusetts, död den 9 juni 2006 i Boise, Idaho, var en amerikansk mykolog.
Efter highschool, en fyraårig skogsbruksutbildning vid University of Massachusetts och några år i armén (Tyskland), studerade Miller vid University of Michigan: först skogsbruk, MA 1957, därefter botanik (mykologi) under Alexander Hanchett Smith  och disputerade 1963 med avhandlingen The Gomphidiaceae, a monograph of the genera and species and their world distribution. Under sin tid som doktorand jobbade han vid ett laboratorium för skogsmykologi i Moscow, Idaho och han stannade där till 1964, då han flyttade till ett laboratiorium för skogssjukdomar i Beltsville, Maryland. 1970 lämnade han Beltsville och tog tjänst vid Virginia Tech i Blacksburg som professor i mykologi, en post han behöll till sin pensionering 2002.
Han publicerade över 150 artiklar och beskrev över 100 svamparter.
Miller var vice ordförande för Mycological Society of America 1998-1999 och ordförande 2000-2001.
Han gifte sig 1953 med Hope C. Hartigan (f. 1933) och paret fick tre döttrar. Orson K. Miller avled till följd av en hjärntumör.
Auktorsnamnet O.K. Mill. kan användas för Orson Knapp Miller i samband med ett vetenskapligt namn inom botaniken; se Wikipediaartiklar som länkar till auktorsnamnet.

## Verk
Bland Millers böcker märks
- Mushrooms of North America (1972) ISBN 9780525161653
- Gasteromycetes: Morphological and Developmental Features with Keys to the Orders, Families, and Genera (1988, med Hope Miller) ISBN 9780916422745
- Mushrooms in Color (1980 med Hope Miller) ISBN 9780525931362
- Mushrooms of North America in Color (1995 med Hope Miller och Alan Bessette) ISBN 9780815626664
- North American Mushrooms: A Field Guide to Edible and Inedible Fungi (2006 med Hope Miller) ISBN 9780762731091

## Eponym och utmärkelser
Följande taxa är uppkallade efter O.K. Miller:
- Amanita orsonii Ash.Kumar & T.N. Lakh. (1990)
- Clitocybe milleri H.E.Bigelow (1985)
- Crepidotus milleri Hesler & A.H.Sm. (1965)
- Entoloma milleri Noordel. (2004)
- Pholiota milleri A.H. Sm. & Hesler (1968)
- Plectania milleri Paden & Tylutki (1969)
- Tylopilus orsonianus Fulgenzi & T.W.Henkel (2007)

Miller valdes in som fellow i American Association for the Advancement of Science 1995. North American Mycological Association tilldelade honom William H. Weston Award for Teaching Excellence in Mycology 1989 och Distinguished Mycologist Award 1997.